# Gang 5 (Irxleben)

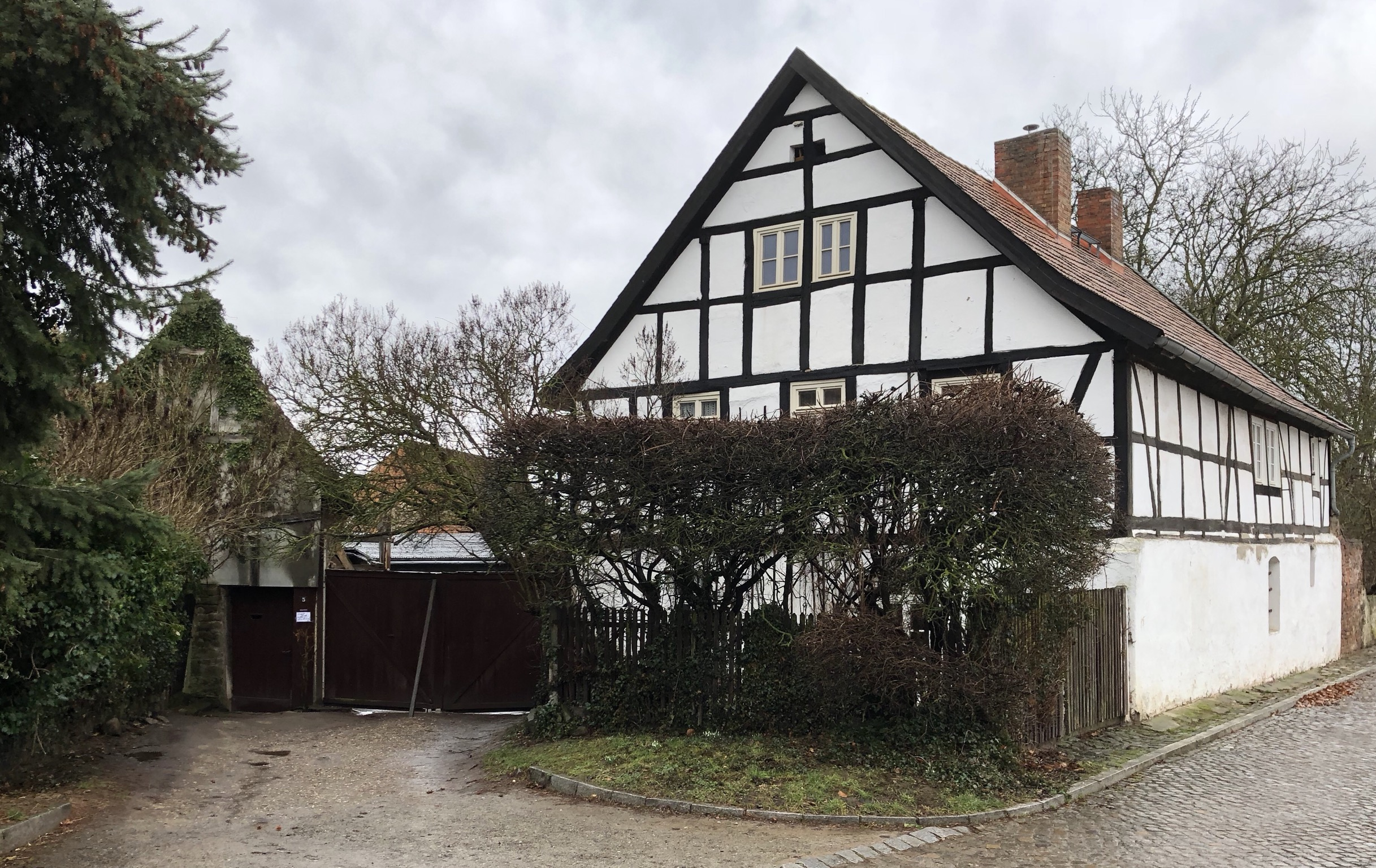
Wohnhaus Gang 5

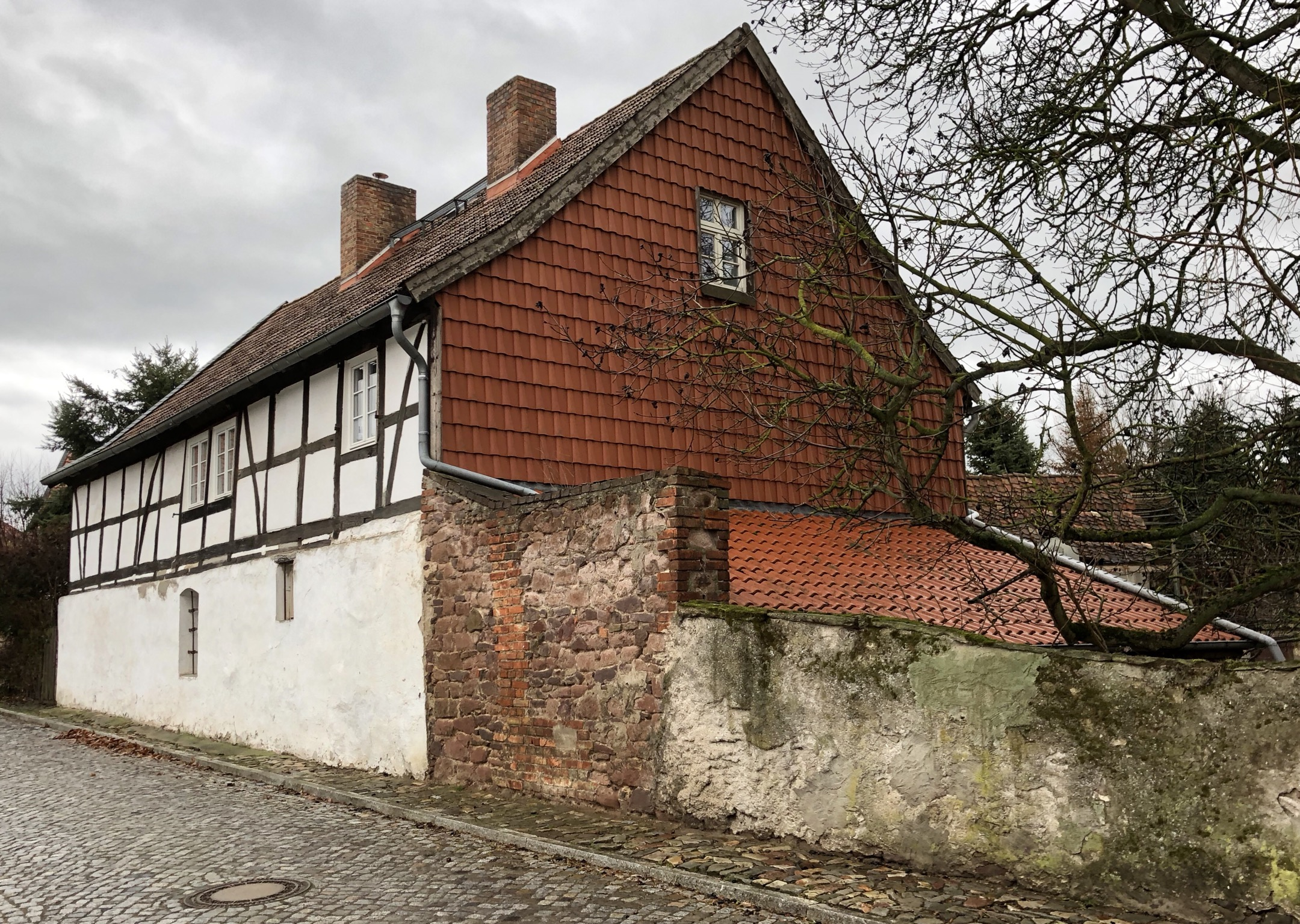
Blick von Westen

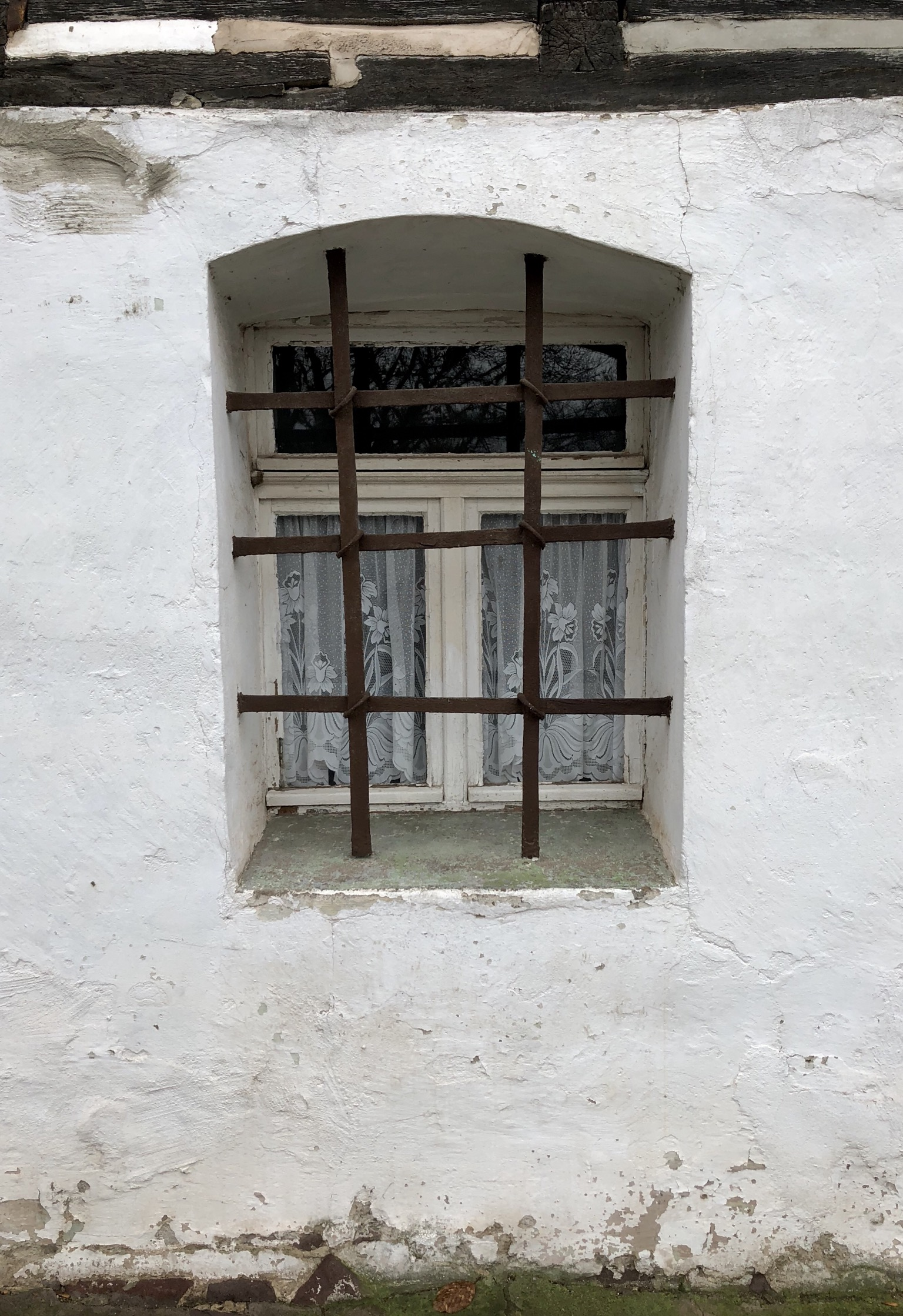
Fenster in der straßenseitigen Fassade

Das Gebäude Gang 5 ist ein denkmalgeschütztes Wohnhaus in der Gemeinde Hohe Börde in Sachsen-Anhalt.

## Lage
Es befindet sich im Ortsteil Irxleben im nordwestlichen Teil des Dorfes auf der Westseite der Straße Gang, in einer für das Straßenbild prägenden Lage.

## Architektur und Geschichte
Das große zweigeschossige Gebäude entstand in der zweiten Hälfte des 18. Jahrhunderts und hat sein historisches Erscheinungsbild weitgehend erhalten. Während das Erdgeschoss in massiver Bauweise errichtet wurde, ist das Obergeschoss in Fachwerkbauweise ausgeführt. Dort wurde auch Eckstreben eingesetzt. Bedeckt ist das Haus mit einem Satteldach. Der Zugang zum Wohnhaus befindet sich auf der Hofseite.
Zum Anwesen gehört auch ein ebenfalls als Fachwerkbau errichteter Stall.
Im örtlichen Denkmalverzeichnis ist das Wohnhaus unter der Erfassungsnummer 094 75166 als Baudenkmal eingetragen.